# Roland Orépük
Roland Orépük, né à Briançon (Hautes-Alpes) le 23 juillet 1950 et mort le 28 novembre 2023 à Saint-Martin-d'Hères, est un peintre et graphiste français. 

## Biographie
Roland Orépük naît à Briançon le 23 juillet 1950 de parents immigrés. Son père, polonais, est né à Brest-Litovsk. Sa mère, allemande, est née à March (Bade-Wurtemberg). 
Très jeune, il se passionne pour le dessin, reproduisant les personnages des bandes dessinées de l’hebdomadaire belge Spirou. Adolescent, il découvre la peinture qu’il explore en autodidacte. Plus tard, il apprend la gravure en suivant en auditeur libre les cours de Jean-Marie Estèbe à l’École supérieure d'art de Grenoble (1977-1980). 
Dessinateur-projeteur, caricaturiste, graphiste, Roland Orépük maîtrise de nombreuses techniques de dessin. C’est dans ces domaines qu’il exerce son activité professionnelle, d'abord dans un bureau d'étude jusque 1979, puis en créant sa propre structure. Il développe parallèlement son œuvre peint et s'engage pour l’art contemporain à Grenoble.
Peintre, Roland Orépük s’ouvre à l’abstraction en découvrant Max Bill, à qui le musée de Grenoble consacre une exposition monographique en 1969. Mais c’est Kasimir Malevitch et la découverte à Lugano, en 1988, de l’avant-garde russe qui déterminent son engagement dans ce qu’il nomme l’art réductif. Il réalise sa première exposition individuelle, en 1977 à Grenoble avec le soutien du Comité Régional d’Art Contemporain (CRAC).

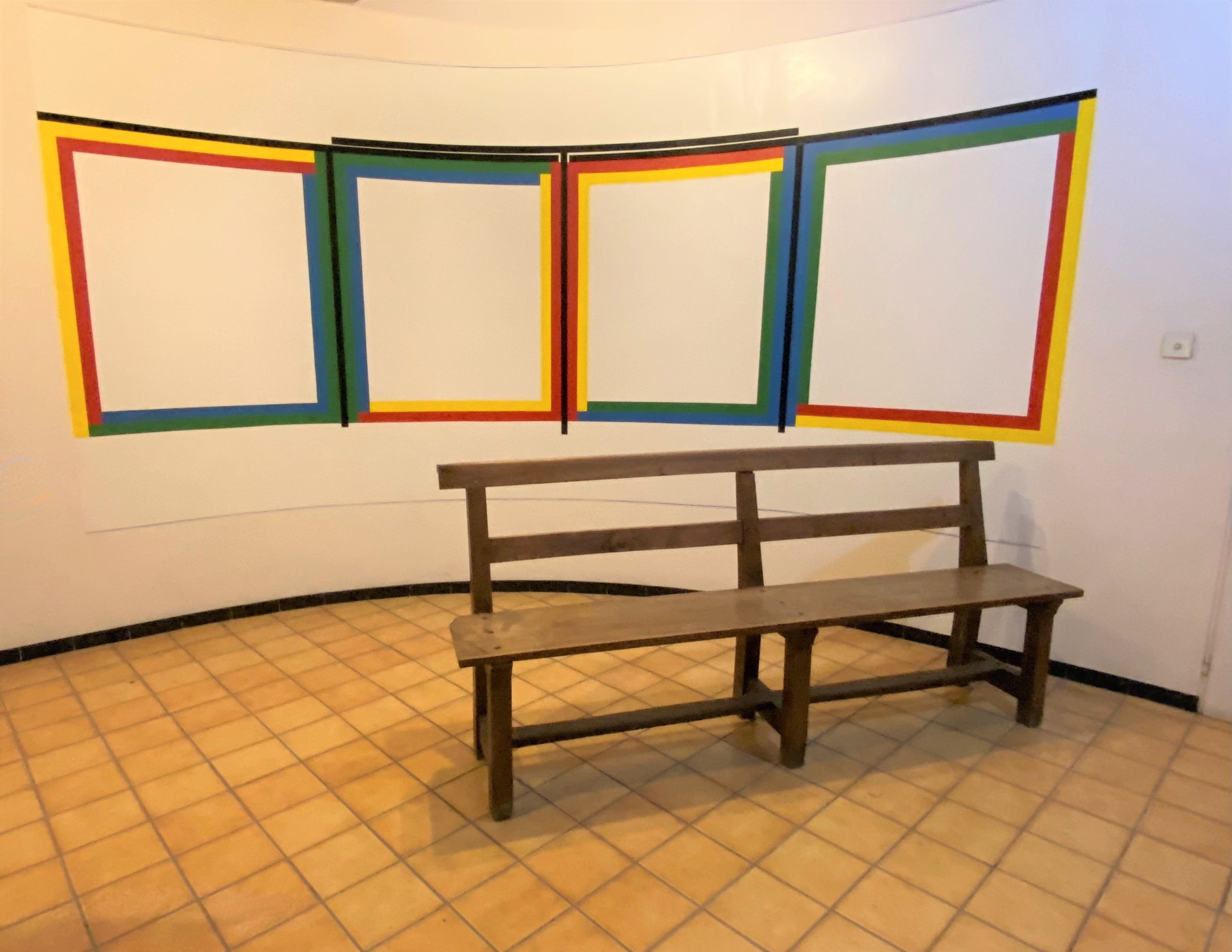
Golgotha, lumière et ténèbres, Roland et Sonia Orépük,1990. Peinture murale acheminant au seuil d'un oratoire du Centre Théologique de Meylan-Grenoble.

Il est membre de l’Union des Arts plastiques (UAP) qui devient le Comité régional d’art contemporain (CRAC) en 1979. Il fonde le groupe « Fin de série » (1981-1986) avec Daniel Canato, Charles Payan, Christine Coblentz et Denis Ruggieri, puis le groupe RADICAL (1987-1997) avec Bernard Béraud et Charles Payan.
Roland Orépük devient sociétaire de Réalités Nouvelles en 1989, membre du comité de 2007 à  2021. Il contribue au Centre d’art collaboratif et participatif « Abstract Project » qui émane de Réalités Nouvelles. Il rédige en 2020 la préface du catalogue « Jaune » (2020).
En 2011, Roland Orépük fonde à Pont-de-Claix, aux Grands moulins de Villancourt, la « Biennale internationale d'art non objectif ». Le catalogue de la Biennale  est préfacée par Petra Bungert. Le concept est repris par Billy Gruner à Sydney, Australie, en 2019. Des Biennales satellites sont créées en parallèle de la 6ème Biennale qui marque le dixième anniversaire.

### Mort
Roland Orépük est mort le 28 novembre 2023 à Saint-Martin-d'Hères (Isère), là où il vivait et travaillait.

## Le groupe RADICAL
Le groupe RADICAL est né à la suite de l'annulation non expliquée d'une exposition préparée à l'invitation du Musée Géo Charles. Roland Orépük, Charles Payan et Bernard Béraud décident de reprendre leur projet et créent, le 22 juin 1987, un collectif au sein duquel chacun suivra le fil de sa création en se nourrissant du travail des deux autres. En tête du manifeste affirmant l'esprit Radical, cette déclaration : « L'Art produit une vérité élémentaire ».  La première exposition a lieu au CRAC de Grenoble, en mars 1988, elle a pour titre « Abstrait/Concret ».
Au cours des dix années suivantes, le groupe organise 28 expositions dont celle aux Abattoirs de Marseille en 1989, le long de l'ancien chemin d'abattage que suivrait le public, et une exposition itinérante en Yougoslavie avec l'édition d'un journal. Charles Payan quitte le groupe en 1990, la même année MAD le rejoint. Une première rétrospective est présentée en Italie, à Lecce, en 1991, une autre en 1997 sous le titre « Mouvance construite » clôt l'aventure. Jean-François Garnier, alors conservateur du musée des Ursulines de Mâcon, écrit en 1988 : « Démarche scientifique  pour appréhender le monde, intérêt pour la forme théorique qu'elle soit graphique, colorée ou simplement pensée, utilisation de matériaux industriels contemporains, volonté de synthèse des arts pour fournir des produits sociaux, RADICAL se situe dans la lignée de cet humanisme », celui d'une géométrie sensible en écho aux valeurs du Bauhaus.

## Œuvres

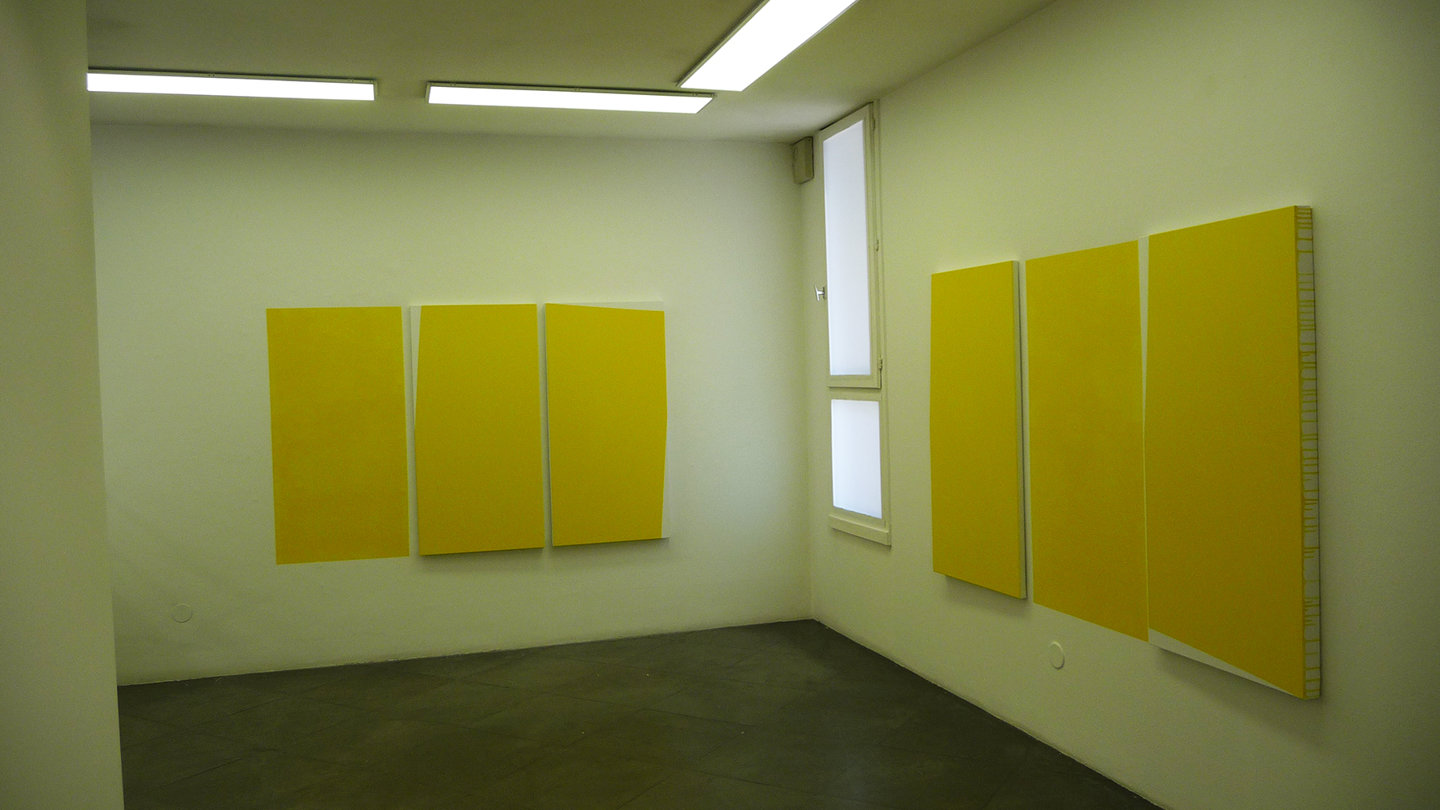
Roland Orépük, Conversation with Kelly, triptyque, 2015, Untitled (exposition collective), Espace Vallès, Saint-Martin d'Hères.

### Collections publiques
- Artothèque de Grenoble[11] (France)
- Musée des Ursulines de Mâcon (France)
- Musée d'Art moderne de Paris[12] (France)
- Musée Bertrand à Chateauroux (France)
- Musée du Petit Format Art Contemporain (Belgique)[13]
- Mondriaanhuis Amersfoort[14] (Pays-Bas)
- Satoru Sato Art Museum[15] (Japon)

### Expositions personnelles (sélection)
- 1983-1995 : Musée des Ursulines de Mâcon (France)
- 1991 : Museo Sigismundo[16], Lecce (Italie)
- 2004 : Galeria Trem[17], Faro (Portugal)
- 2008, 2011, 2013 : Factory project, Galery Factory 49, Sydney (Australie)
- 2010, 2013 : Paris Concret, Paris (France)
- 2017 : KNO Kyiv Non Objective[18], Kiev (Ukraine)
- 2018 : Yellow Collection, Galerie Victor Sfez, Paris (France)
- 2022 : Yellow Collection, Espace Vallès, Saint-Martin d'Hères (France)
- 2000 : Mondiale Echo, Mondriaanhuis, Amersfoort (Pays-bas)
- 2007 : Musée Sato Satoru[15], Tomé (Japon)
- 2007 : Galerie Netz Toyota, Sendai (Japon)
- 2010 : Non-Objective Group Show, Art Month Sydney, Sydney (Australie)
- 2011 : From non Objective to site specific[19], GaleriaEL, Elblag (Pologne)
- 2012 : Tribute to the triangle,  SNO Centre Marrickeville, Sydney (Australie)
- 2016 : Rythme et Géométrie, Couvent des Cordeliers, Paris (France)
- 2019 : Biennale of International Reductive and Non Objective Art[20], Sydney (Australie)
- 2020 : Konstructiv IST, Istambul (Turquie)
- 2020 : jaune #110, Abstract Project, Paris (France)
- 2022 : YELLOWFRIENDS, Saxon art gallery, Budapest (Hongrie)

### Catalogues
- RADICAL (1987/1997) Dix ans dans la "mouvance construite", catalogue d'exposition, Moulins de Villancourt, Echirolles - Le Pont de Claix., septembre 1997.
- Abstrait Concret 1 (mars 1988), une manifestation du groupe RADICAL, CRAC de Grenoble, catalogue d'exposition
- Abstrait Concret 2 (31 mai - 2 juillet 1989), une manifestation du groupe RADICAL, Espace Achard, Hotel de ville de Grenoble, catalogue d'exposition.